# Sharpay's Fabulous Adventure
Sharpay's Fabulous Adventure is een Amerikaanse televisiefilm uit 2011. Deze door Michael Lembeck geregisseerde Disney Channel Original Movie werd op 19 april 2011 op dvd en blu-ray uitgebracht. Hij is een spin-off van de High School Musical-films.

## Verhaal
Sharpay Evans (Ashley Tisdale) reist naar New York om te auditeren voor een Broadway-musical. Eenmaal gearriveerd, blijkt echter dat de auditie voor haar hondje bestemd was.

## Rolverdeling
- Ashley Tisdale als Sharpay Evans
- Austin Butler als Peyton Leverett
- Bradley Steven Perry als Roger Elliston
- Manly "Little Pickles" Ortega als Boi Evans
- Lauren Collins als Tiffani
- Cameron Goodman als Amber Lee Adams
- Robert Curtis Brown als Vance Evans
- Jessica Tuck als Darby Evans
- Alec Mapa als Gill Samms
- Jack Plotnick als Neal Roberts
- Pat Mastroianni als Jerry Taylor
- Lucas Grabeel als Ryan Evans
- Jorge Molina als meneer Gonzalez
- Mya Michaels als mevrouw Gonzalez